# Korbélyi Mihály
Korbélyi Mihály (Kálló, 1759. szeptember 2. – Németürög, 1820. december 2.) római katolikus pap, filozófiai és teológiai doktor, egyetemi tanár.

## Élete
A Nógrád vármegyei Kállón született. Miután filozófiai doktor lett, mint papnövendék a pozsonyi, nagyszombati és budai papnevelőben végezte tanulmányait, majd 1783-ban pappá szentelték. Segédlelkész volt Lekéren és Kürthön; utóbb teológiai doktorrá avatták. A budai, 1784-ben pedig a pozsonyi seminariumban tanulmányi felügyelő lett. 1787. február 17-től vásáruti plébános; 1790-től a kánonjog és egyháztörténelem tanára Pozsonyban, 1797-től a dogmatikát adta elő Nagyszombatban. 1805. január 2-től októberig plébános volt Szölgyénben; augusztus 23-án a pesti egyetemre az egyháztörténet tanárának nevezték ki, ahol tíz évig működött. 1809. november 17-én pécsi kanonokká, 1813-ban B. Sz. M. Zeér-Monostori címzetes apáttá nevezték ki. Korbélyi ezalatt az idő alatt megtartotta tanszékét az egyetemen, ahol 1812-ben rector volt. 1815-től a pécsi plébánián lelkészkedett, ahol egyben 1816–1818-ig a papnevelő kormányzója volt. 1818-ban betegeskedése miatt Németürögre költözött, ahol 1820-ban elhunyt.

## Művei
- kis iratát, melyet Brüsztle közöl, maga készítette négy sor latin versben még pesti tanár korában.
- Biographia Divi Caroli Ambrosii, Hungariae et Bohemiae regii haered. principis, metrop. ecclesiae Strigoniensis archi-episcopi... Posonii, 1809.
- Egyháztörténetét 1810-ben sajtó alá adta, megjelenéséről a 19. század végén Szinnyei Józsefnek nem volt tudomása
- Latin levele Horvát Istvánhoz kelet nélkül (a m. n. múzeumban.)